# 세계 군인 체육 대회

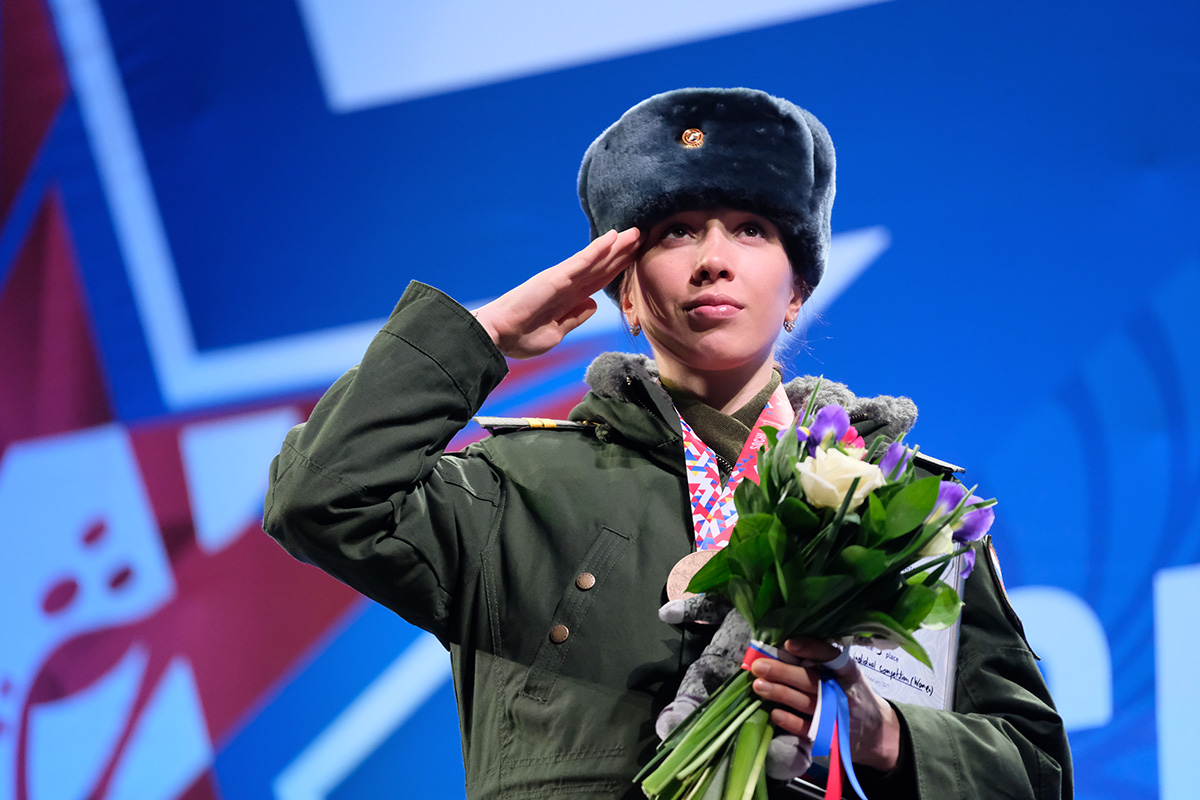

세계 군인 체육 대회(世界軍人體育大會, 문화어: 세계 군대 경기 대회(世界軍隊競技大會), 영어: Military World Games)는 전 세계의 군인들이 모여서 스포츠 경기를 겨루는 국제 대회이다. 1995년에 첫 대회가 개최되었다.

## 역대 대회

### 하계
| 회 | 대회                       | 개최국         | 개최지         | 참가국 | 종목 | 우승   |
| -- | -------------------------- | -------------- | -------------- | ------ | ---- | ------ |
| 1  | 1995년 세계 군인 체육 대회 | 이탈리아       | 로마           | 93     | 17   | 러시아 |
| 2  | 1999년 세계 군인 체육 대회 | 크로아티아     | 자그레브       | 80     | 18   | 러시아 |
| 3  | 2003년 세계 군인 체육 대회 | 이탈리아       | 카타니아       | 81     | 11   | 중국   |
| 4  | 2007년 세계 군인 체육 대회 | 인도           | 하이데라바드   | 101    | 15   | 러시아 |
| 5  | 2011년 세계 군인 체육 대회 | 브라질         | 리우데자네이루 | 113    | 20   | 브라질 |
| 6  | 2015년 세계 군인 체육 대회 | 대한민국       | 문경           | 110    | 24   | 러시아 |
| 7  | 2019년 세계 군인 체육 대회 | 중화인민공화국 | 우한           | 109    | 27   | 중국   |

### 동계
| 회 | 대회                            | 개최국   | 개최지       | 참가국 | 종목 | 우승     |
| -- | ------------------------------- | -------- | ------------ | ------ | ---- | -------- |
| 1  | 2010년 동계 세계 군인 체육 대회 | 이탈리아 | 발레다오스타 | 43     | 6    | 이탈리아 |
| 2  | 2013년 동계 세계 군인 체육 대회 | 프랑스   | 샤모니       | 40     | 8    | 프랑스   |
| 3  | 2017년 동계 세계 군인 체육 대회 | 러시아   | 소치         | 44     | 7    | 러시아   |

## 같이 보기
- 국제군인체육연맹(en:International Military Sports Council, CISM)